# Parvicursorinae
De Parvicursorinae zijn een groep theropode dinosauriërs die behoren tot de Alvarezsauroidea.
In 1998 gebruikten John R. Hutchinson en Luis Chiappe voor het eerst de term Parvicursorinae in een bespreking van de stamboom van de Alvarezsauridae. Twee jaar eerder hadden A.A. Karhu en A.S. Rautian een familie Parvicursoridae benoemd. Hutchinson en Chiappe meenden dat deze groep deel uitmaakte van de Alvarezsauridae. Ze wilden ervoor de nieuwe term Mononykinae gebruiken. Omdat echter van deze groep Parvicursor deel zou uitmaken, zou een dergelijke onderfamilie volgens de regels van de ICZN Parvicursorinae moeten heten. Hutchinson en Chiappe bespraken dit punt maar verwierpen deze nieuwe naam omdat ze expliciet Mononykus wilden opnemen, wat Karhu en Rautian niet gedaan hadden. In de literatuur werd daarna meestal de term Mononykinae gebruikt, totdat het besef doordrong dat het argument van Hutchinson en Chiappe niet relevant is binnen de regelgeving van de ICZN. Paleontologen die waarde hechten aan de strikte regels begonnen hierop de term Parvicursorinae toe te passen.
In 2010 gaven Jonah Choniere e.a. voor het eerst expliciet een definitie als klade van de Parvicursorinae: de groep bestaande uit de laatste gemeenschappelijke voorouder van Mononykus en Parvicursor en al zijn afstammelingen. In 2013 werd door Xu, Upchurch, Ma, Pittman, Choiniere, Sullivan, Hone, Tan, Tan, Xiao & Han een afwijkende definitie gegeven als stamklade: de groep bestaande uit Parvicursor remotus en alle soorten nauwer verwant aan Parvicursor dan aan Patagonykus puertai.